# Casa de Ivrea
Casa de Ivrea a fost o dinastie a Burgundiei de origine francă, care a crescut în importanță în Italia, în secolul al X-lea, deținând pentru scurt timp tronul italian. De asemenea, au condus regiunea Burgundia în secolele al XI-lea și al XIII-lea. Dintr-o ramură de cadet al Conților de Burgundia s-a format Casa de Ivrea sau Casa de Burgundia-Spania, care a condus regatul Galiciei din 1111 și Regatul Castiliei și Leonului din 1126 până în 1369.

## Conducătorii casei de Ivrea

### Alfonso al VII-lea al Leonului și Castiliei

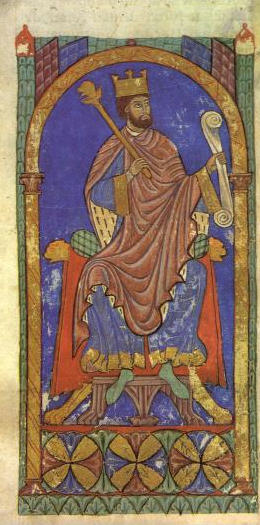
Alfonso al VII-lea al Leonului și Castiliei

Alfonso al VII-lea (1 martie 1105 - 21 august 1157), născut cu numele de Alfonso Raimúndez și poriclit Împăratul, a devenit regele Galiciei în 1111 și regele Leonului și al Castiliei în 1126. Alfonso a folosit pentru prima dată titlul de Împărat peste toată Spania, alături de mama sa, Urraca, odată ce ea l-a investit în conducerea directă a orașului Toledo, în 1116. El a fost fiul lui Urraca a Leonului și Raymond de Burgundia, primul membru al Casei de Burgundia care guverna Peninsula Iberică.
În 1111, Diego Gelmírez, Episcop de Compostela și Contele de Traba, l-au încoronat și uns pe regele Galiciei în catedrala din Santiago de Compostela. Era un copil, însă mama lui,  pentru a asigura perspectivele fiului, a succedat tronul unit al Leonului, Castiliei și Galiciei. Prin 1125 el a moștenit Regatul anterior musulman din Toledo. La data de 10 martie 1126, după moartea mamei sale, el a fost încoronat în León și a început imediat recuperarea Regatului Castiliei, care era sub dominația lui  Alfonso I al Aragonului și Navarei. Prin pacea de la Tamara din 1127, Alfonso l-a recunoscut pe Alfonso al VII-lea de Castilia. Teritoriul de est sub stăpânirea sa a câștigat multă independență în timpul domniei mamei sale și a experimentat mai multe rebeliuni. După recunoașterea lui în Castilia, Alfonso a luptat pentru a reduce autonomia baronilor locali.

### Ferdinand al II-lea al Leonului

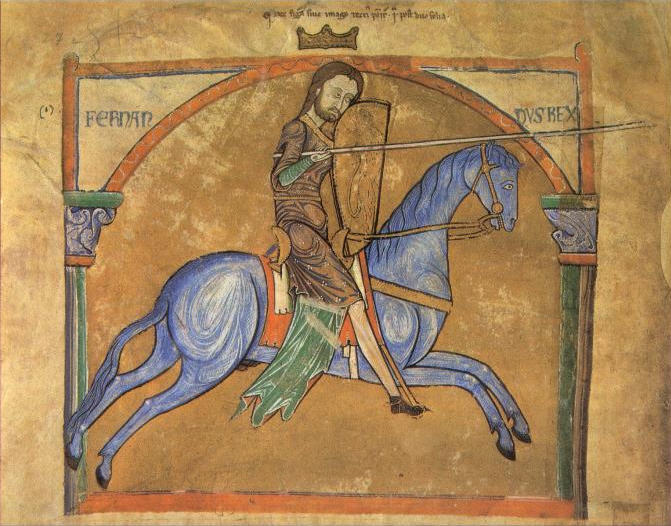
Ferdinand al II-lea al Leonului

El și-a petrecut cea mai mare parte din primul an ca rege într-o dispută cu nobilii puternici și cu o invazie a fratelui său, Sancho al III-lea. În 1158, cei doi frați s-au întâlnit la Sahagun și în mod pașnic și-au rezolvat problemele de patrimoniu. Cu toate acestea, Sancho a murit în același an, fiind succedat de fiul său care era un copil, Alfonso al VIII-lea, în timp ce Ferdinand a ocupat părți din Castilia. Problemele de frontieră cu Castilia s-au reluat în 1164 când s-au întâlnit la Soria cu familia Lara, care îl reprezenta pe Alfonso al VIII-lea și a fost stabilit un armistițiu, permițându-i să se deplaseze împotriva musulmanilor Almoravid, care încă dețineau o mare parte din sudul Spaniei. În același an, Ferdinand l-a învins pe regele Alfonso I al Portugaliei, care, în 1163, ocupase Salamanca pentru repopularea zonei ordonată de Tegele Leonului.
În 1184, după o serie de tentative eșuate, califul Almohad Abu Yaqub Yusuf a invadat Portugalia, cu o armată recrutată din nordul Africii și în luna mai, l-au asediat pe Alfonso I în Santarém. Portughezii au fost ajutați de sosirea armatelor trimise de către arhiepiscopul din Santiago de Compostela, în luna iunie, și de către Ferdinand al II-lea în luna iulie.

### Alfonso al IX-lea al Leonului

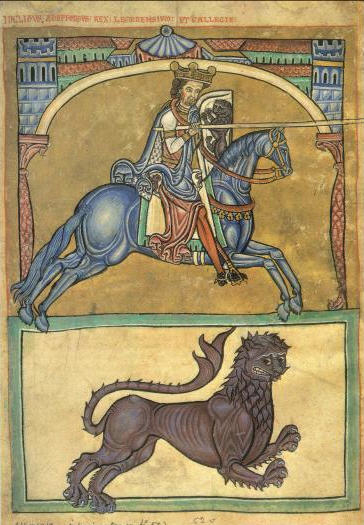
Alfonso al IX-lea al Leonului

Convocarea din Leon în Bazilica San Isidoro ar fi una dintre cele mai importante evenimente ale domniei lui Alfonso. Situația economică dificilă la începutul domniei lui l-a obligat să ridice impozitele claselor defavorizate, ceea ce a dus la proteste și revolte în câteva orașe. Ca răspuns, Împăratul a convocat nobilii, clericii și reprezentanții orașelor precum și cerințele cu care se confruntă, pentru cheltuielie compensatorii și un control extrem de supraveghere a cheltuielor regale. 
După ce Alfonso al VIII-lea al Castiliei a fost învins în bătălia de la Alarcos, Alfonso al IX-lea a invadat Castilia cu ajutorul trupelor musulmane. El a fost sumar excomunicat de Papa Celestin al III-lea. În 1197, Alfonso s-a căsătorit cu a doua sa verișoară, Berengaria de Castilia, pentru a cimenta pacea dintre Leon și Castilia. În 1198, Papa Inocențiu al III-lea a declarat căsătoria celor doi invalidă, dar au rămas împreună până în 1204.
Papa a fost, totuși, obligat să modifice măsurile sale de amenințare, în cazul în care oamenii nu puteau obține serviciile religoase, ei nu aveau să sprijine clerul și erezia s-ar extinde. Regele a fost lăsat sub interdicție personală, însă el a arătat indiferența sa și a avut sprijinul clerului. 

### Ferdinand al III-lea al Castiliei

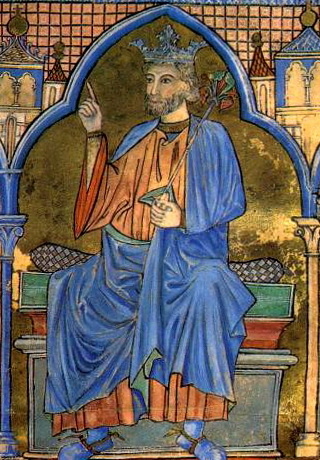
Ferdinand al III-lea de Castilia

Când tatăl lui Ferdinand, Alfonso IX de León, a murit în 1230, voința sa a fost ca împărăția sa să fie dată fiicelor sale Sancha și Dulce, din prima căsătoria cu Teresa de Portugalia. Însă Ferdinand a contestat testamentul și a pretins moștenirea pentru el. S-a ajuns la un acord, negociat în primul rând între soțiile regelui decedat, Berengaria și Teresa, semnat la Benavente la 11 decembrie 1230, prin care Ferdinand primea împărăția Leonului, în schimbul unei despăgubiri substanțiale de bani și terenuri pentru surorile sale vitrege, Sancha și Dulce. Ferdinand a devenit astfel, primul suveran al ambelor regate de la moartea lui Alfonso al VII-lea, în 1157. 
La începutul domniei sale, Ferdinand a avut de a face cu o rebeliune a Casei de Lara. Ferdinand a anexat o parte din cuceririle sale direct în coroana Castiliei, iar alții au primit sau au fost organizați în calitate de state vasale sub guvernarea musulmanilor. În afara de aceste state vasale, guvernarea creștină devenise greu de manevrat printre subiecții musulmani. Acest lucru a dus în cele din urmă la revoltele Mudejar din 1264-1266, care a dus la expulzarea în masă a populațiilor musulmane. Ferdinand al III-lea a avut grijă să negocieze cu atenție cu alți regi creștini, pentru a evita un conflict, de exemplu, tratatul de Almizra (26 martie 1244), care a delimitat Murcia cu James I de Aragon.

### Alfonso al X-lea al Castiliei

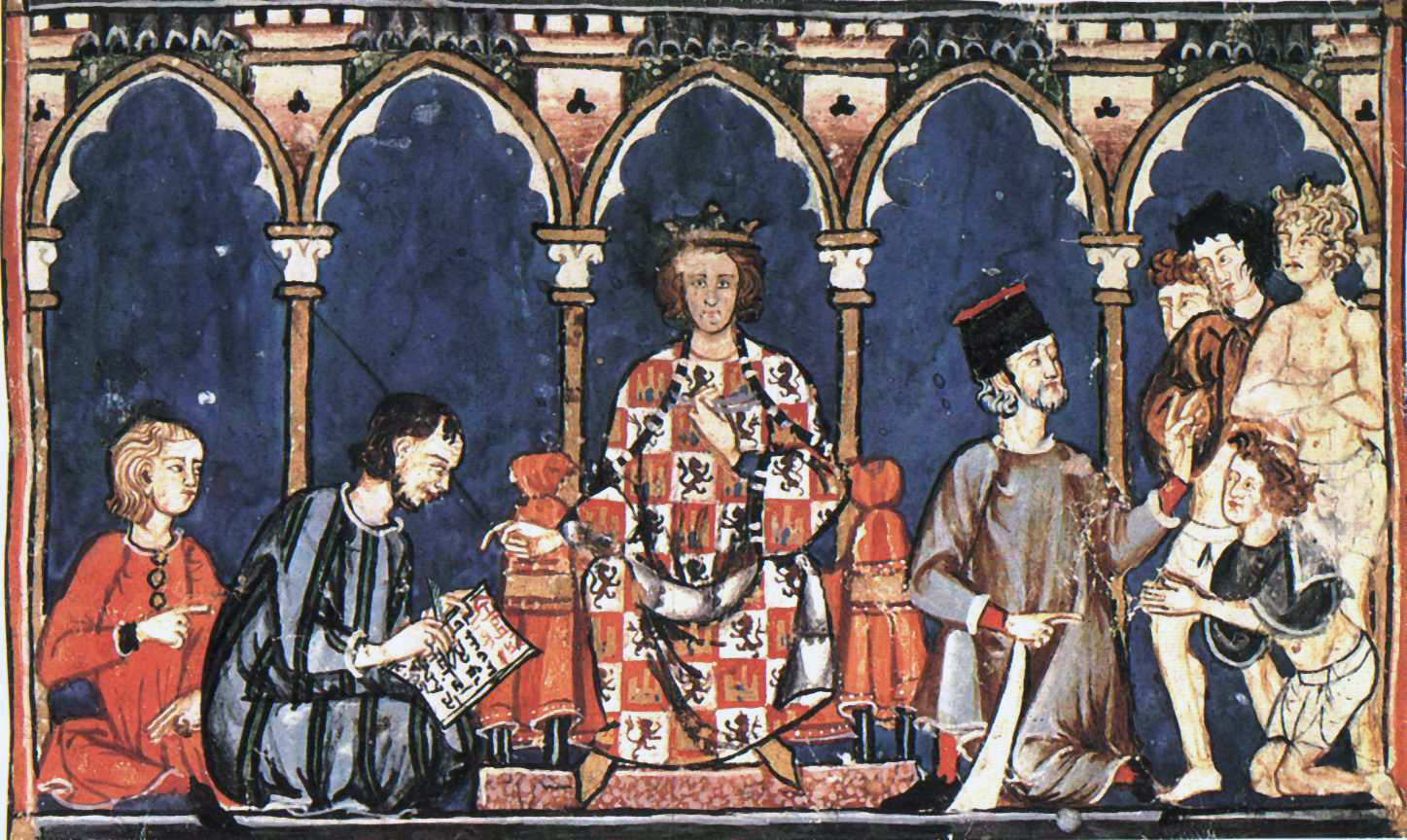
Alfonso al X-lea al Castiliei ca judecător în lucrarea Libro de los Dados (c. 1280)

Alfonso l-a succedat pe tatăl său ca Rege al Castiliei și Leonului în 1252. În anul următor, el a invadat Portugalia, căpătând regiunea Algarve. Regele Alfonso al III-lea al Portugaliei a trebuit să se predea însă a câștigat un contract prin care, după ce a fost de acord să se căsătorească cu fiica lui Alfonso al X-lea, Beatrice de Castilia, terenul avea să fie returnat moștenitorilor lor. În 1263 Alfonso al X-lea a returnat Algarve regelui Portugaliei. 
În 1254 Alfonso al X-lea a semnat un tratat de alianță cu regele Angliei și Ducele de Aquitainia, Henric al III-lea, sprijinind-l în războiul împotriva lui Ludovic al IX-lea al Franței. În același an, sora vitregă a lui Alfonso a renunțat pentru totdeauna la pretențiile sale asupra Ducatului de Gasconia.

### Snacho al IV-lea al Castiliei

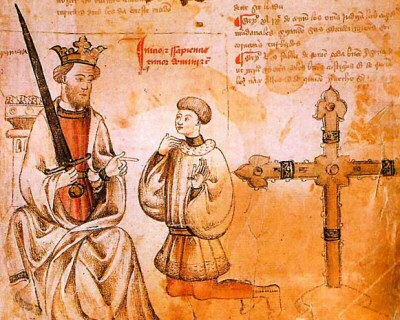
Snacho al IV-lea al Castiliei

Ascensiunea lui Sancho a fost parte ca urmare a respingerii sale a politicii elitiste a tatălui său. Sancho a fost recunoscut și sprijinit de majoritatea nobilimii și orașelor, dar o minoritate considerabilă s-a opus de-a lungul domniei sale și au lucrat pentru moștenitorii lui Ferdinand de la Cerda. Unul dintre liderii opoziției a fost fratele lui Ioan, care a unit această cauză pentru stăpânul din Biscaya, Lope Diaz al III-lea de Haro. Sancho a răspuns prin executarea lui Lope Diaz și încarcerarea fratelui său. Conform cronicarilor, el și-a cimentat puterea prin executarea a 4.000 de alți adepți ai Infantului Alfonso, fiul lui Ferdinand de la Cerda, în Badajoz. El a executat mai mult de 400 în Talavera și mai mulți în Ávila și Toledo.
Pentru a elimina opoziția, Sancho l-a iertat pe fratele său, care a fost eliberat. Ioan a așteptat momentul pentru a instiga o nouă revoltă: conflictul din Tarifa. El l-a asediat pe Guzmán în castelul său (1291). În acest asediu a avut loc un act de eroism celebru, moartea nevinovată a fiului lui Guzman. 
Atunci când James al II-lea a reușit să dețină coroana Aragoneză, el s-a străduit să lege cele două coroane și să se unească în Reconquista. Ambii prodecesori ai lui James au încercat să facă același lucru. 

### Ferdinand al IV-lea al Castiliei

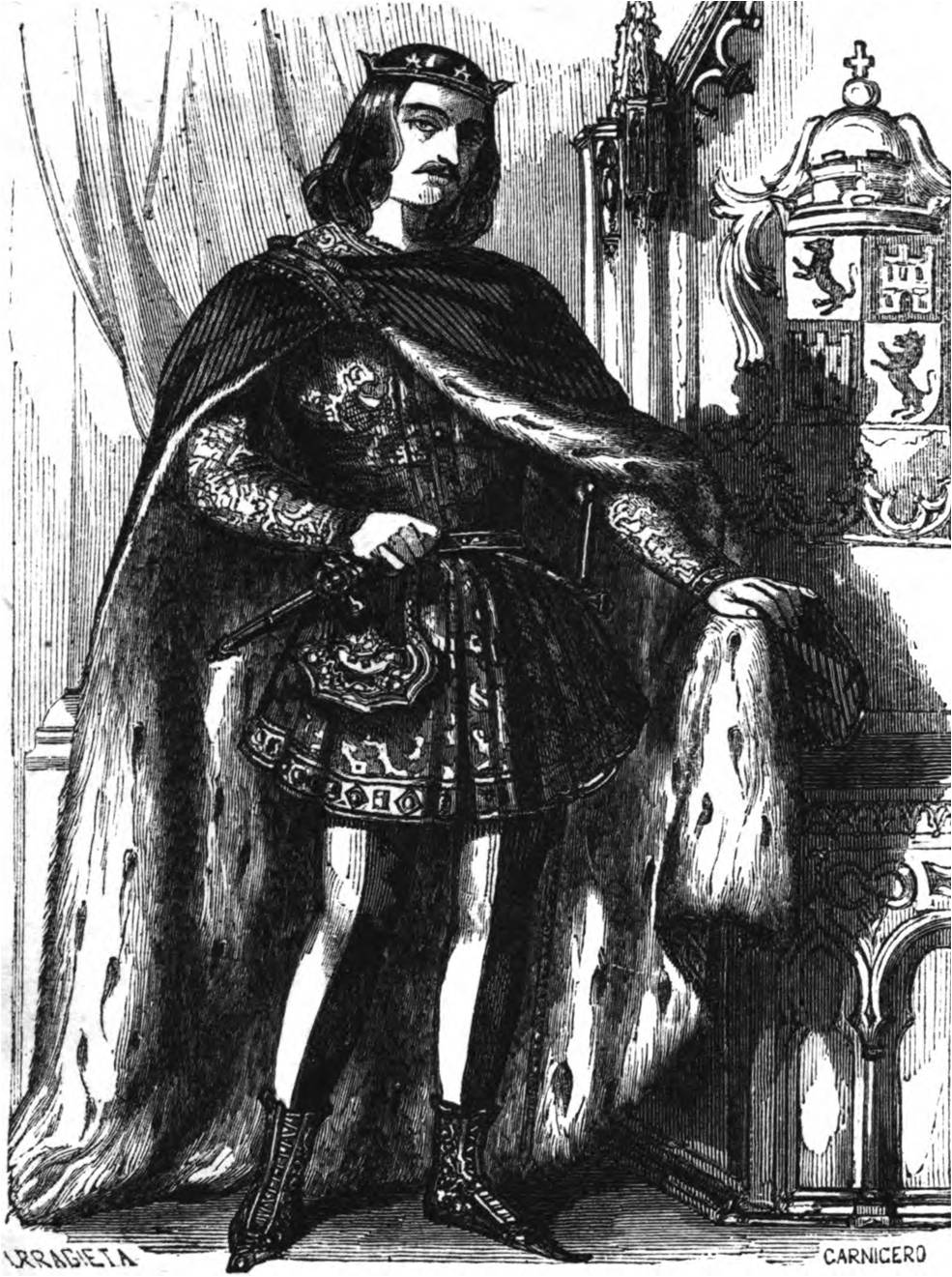
Ferdinand al IV-lea al Castiliei

Domnia sa a stat sub semnul confruntării dintre regalitate și nobilimea condusă de unchiul regelui, Infantele Juan de Castilia de Tarifa și de Juan Núñez de Lara el Menor, sprijiniți uneori și de Don Juan Manuel, nepotul lui Ferdinand  al III-lea. 
Ferdinand al IV-lea a urma calea predecesorilor săi în continuarea războiului Reconquistei și chiar dacă în 1309 a eșuat în încercarea de a cuceri Algeciras, a izbutit, în acelaș an, să ocupe Gibraltarul, iar în 1312 să obțină controlul orașului Alcaudete din regiunea Jaen.
La Cortesul de la Valladolid din 1312 regele a dat un impuls reformei administrației și sistemului judiciar, în cadrul eforturilor sale de întărire a autorității monarhiei în detrimentul celei a nobilimii.

### Alfonso al XI-lea al Castiliei

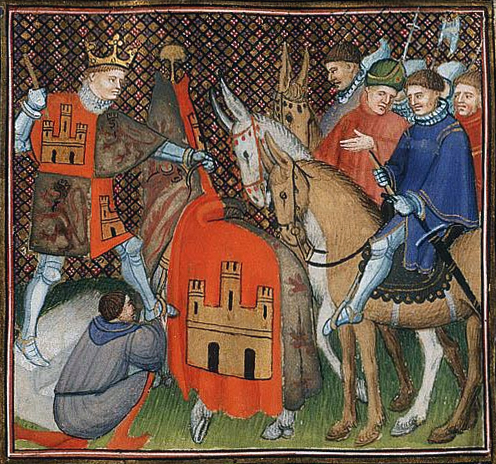
Alfonso al XI-lea al Castiliei

La moartea tatălui său în 1312, au urmat mai multe dispute legate de regență, care au fost rezolvate abia în 1313. Bunica lui, Maria de Molina, mama lui Constance, și-a asumat regența. Regina Constance a murit prima pe 18 noiembrie 1313, urmată de Ioan și Infantul Petru în timpul unei campanii militare împotriva Granadei în 1319, care a lăsat-o pe regina văduvă, Maria, singura regentă, până la moartea sa pe 1 iunie 1321. De la moartea lui Petru și Ioan în 1339, Infantul Filip (fiul lui Sancho al IV-lea și a Mariei de Molina), Juan Manuel (nepotul lui Ferdinand al III-lea și unchiul său) și Juan el Tuerto (unchi de gradul doi al regelui), au împărțit regatul între ei, în funcție de aspirațiile lor de regență. După ce Alfonso a fost declarat adult în 1325, el a început o domnie care avea să servească la consolidarea puterii regale.
De îndată ce a luat tronul, el a început să lucreze din greu pentru a consolida puterea regală prin împărțirea dușmanilor săi. El a reușit să extindă limitele împărăției lui la Strâmtoarea Gibraltar, după o victorie importantă în Bătălia de la Rio Salado împotriva dinastiei de Marinid în 1340 și cucerirea Regatului Algeciras în 1344. Odată ce conflictul a fost rezolvat, el a redirecționat toate eforturile sale de cucerire în luptele cu maurii din Granada.

### Petru al Castiliei

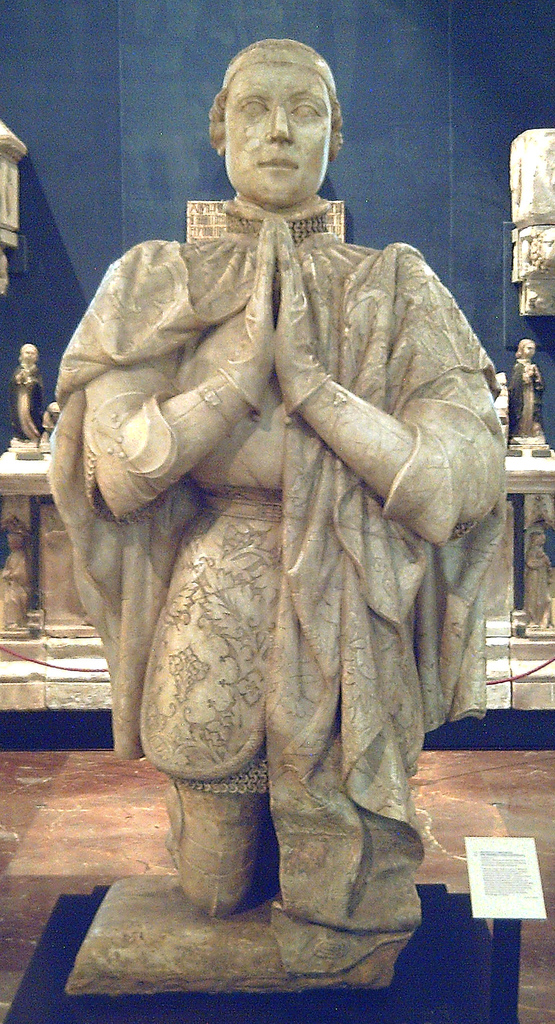
Petru al Castiliei

Petru și-a început domnia la doar 16 ani, sub controlul supus al mamei sale și a favoriților ei. El trebuia să se căsătorească cu Ioana, fiica lui Eduard al III-lea al Angliei, însă în drumul ei spre Castilia, ea a călătorit prin orașele infestate cu Moartea Neagră, ignorând orășenii care au avertizat-o să nu intre în localitățile lor. Ioana a contactat boala și a murit.
Deși prima dată a fost controlat de mama sa, Petru s-a emancipat cu încurajarea ministrului Albuquerque. Devine atașat de Maria de Padilla, cu care se căsătorește în secret în 1353. Maria l-a întors pe Petru împotriva lui Albuquerque.
În vara anului 1353, tânărul rege a fost practic forțat de mama sa și de nobili să se căsătorească cu Blanche de Bourbon, pe care o mai părăsise odată. Această căsătorie a necesitat ca Petru să nege faptul că era căsătorit cu Maria, însă relația lor a continuat și ea i-a născut patru copii. De asemenea, se pare că a trecut printr-o formă de căsătorie cu o femeie a familiei Castro (care i-a născut un fiu care a murit tânăr), apoi a părăsit-o. A urmat o perioadă de criză în care regele a fost pentru un timp copleșit și intemnițat. Disensiunile din cadrul partidului s-au străduit să-l constângă și să scape de Toro, unde se afla sub observație, la Segovia.
În 1361, regina Blanche a murit la Medina Sidonia. Legenda spune că Petru a ucis-o și o altă versiune spune că a fost otravită sau împușcată cu o arbaletă.
Rivalul lui Petru, Henric de Trastamara, l-a descris mereu pe Petru ca rege al iudeilor și a avut un oarecare succes în a profita de resentimentele populare castiliene față de evrei. Henric a început o perioadă de anti-evrei și convertiri forțate în Castilia, care a durat din 1370 până în 1390. Petru a luat măsuri ferme împotriva lui Henric, inclusiv executarea a cel puțin cinci lideri anti-evrei dintr-o revoltă.